# Український балет (золота монета)
«Украї́нський бале́т» — золота пам'ятна монета Національного банку України, номіналом 50 гривень, присвячена українському балету, який відомий у всьому світі багатьма самобутніми та унікальними виконавськими талантами. Українець за походженням Серж Лифар назвав український балет «надзвичайним і повноважним послом України, який відкрив світові душевну щедрість і високу мистецьку красу нашого талановитого народу»
Монету введено в обіг 30 квітня 2010 року. Вона належить до серії «Українська спадщина».

## Опис монети та характеристики
| Номінал грн. | Метал            | Маса, г       | Діаметр, мм | Якість виготовлення | Гурт    | Тираж, штук |
| ------------ | ---------------- | ------------- | ----------- | ------------------- | ------- | ----------- |
| 50           | золото 900 проби | 15,55 / 17,28 | 25,0        | пруф                | гладкий | 4 000       |

### Аверс
На аверсі монети розміщено малий Державний Герб України (угорі), напис півколом «НАЦІОНАЛЬНИЙ БАНК УКРАЇНИ», унизу номінал та рік карбування монети — «50 ГРИВЕНЬ/ 2010» та зображено стилізовану сценічну завісу (ліворуч), пуанти та позначення металу, його проби — Au 900, маса в чистоті — 15,55 та логотип Монетного двору Національного банку України (праворуч).

### Реверс

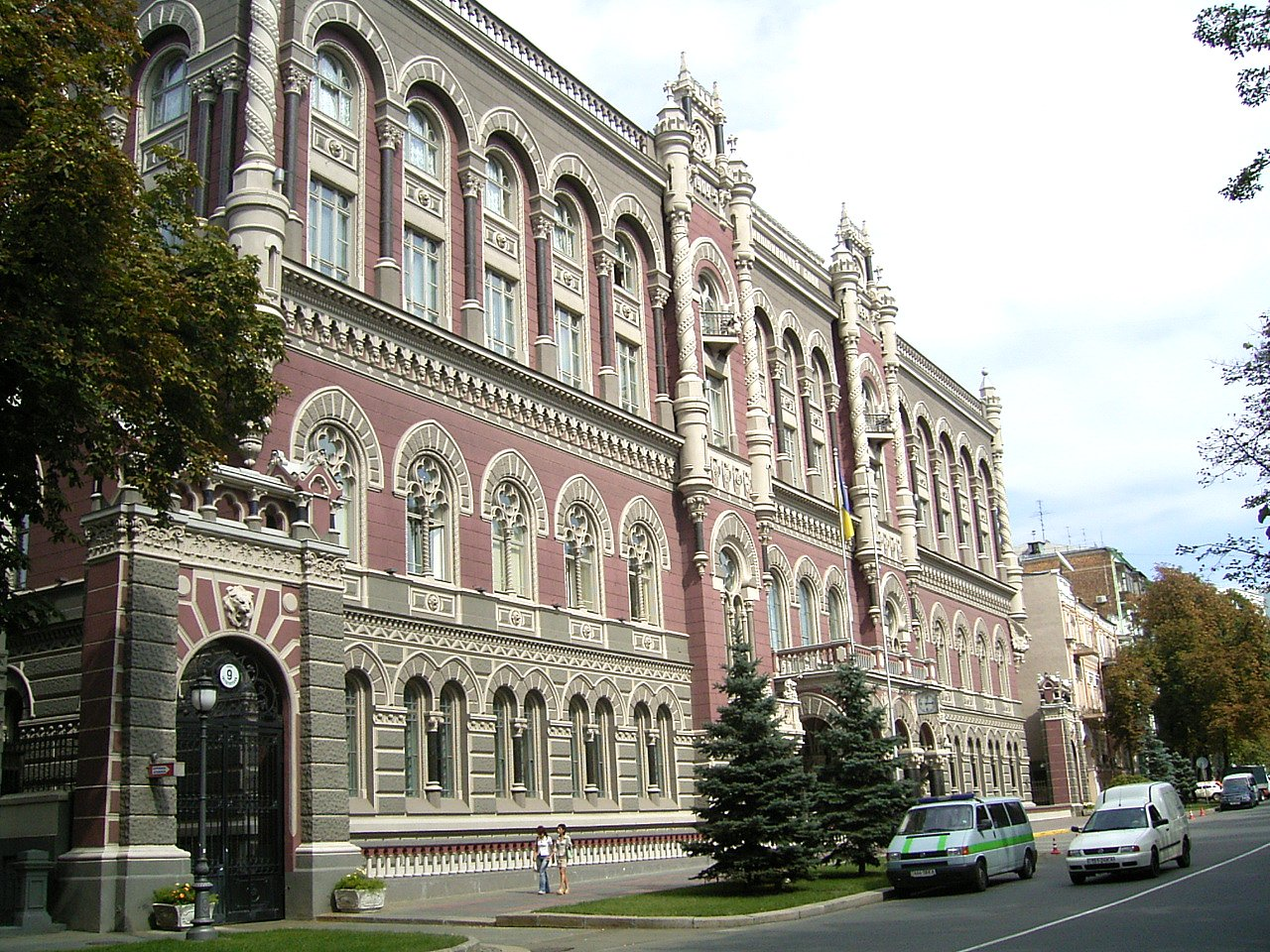
Будівля Національного банку України

На реверсі монети розміщено рельєфне зображення танцівниці та дзеркальне — танцівника, ліворуч на тлі стилізованих смуг розміщено горизонтальний напис «УКРАЇНСЬКИЙ/ БАЛЕТ».

## Автори
- Художники: Таран Володимир, Харук Олександр, Харук Сергій.
- Скульптори: Атаманчук Володимир, Іваненко Святослав.

## Вартість монети
Ціна монети — 7528 гривень, була вказана на сайті Національного банку України у 2011 році.
Фактична приблизна вартість монети, з роками змінювалася так:
| Рік        | 2011  | 2012  | 2013  | 2014  | 2015   | 2016   | 2017   | 2018   | 2019   | 2020   | 2021   | 2022   | 2023   | 2024   | 2025   |
| ---------- | ----- | ----- | ----- | ----- | ------ | ------ | ------ | ------ | ------ | ------ | ------ | ------ | ------ | ------ | ------ |
| Ціна, грн. | 8 000 | 9 000 | 8 500 | 9 500 | 20 000 | 20 000 | 20 000 | 21 600 | 21 600 | 25 000 | 29 000 | 36 000 | 50 000 | 59 000 | 85 000 |